# Albert Wirz
Albert Wirz (* 13. Januar 1944 in Meilen; † 7. Mai 2003 in Männedorf) war ein Schweizer Historiker.

Albert Wirz studierte von 1963 bis 1969 Geschichte sowie russische Sprache und Literatur an der Universität Zürich. Er wurde 1972 dort mit einer Arbeit über die Wirtschaftsgeschichte Kameruns vor dem Ersten Weltkrieg promoviert. Seine Habilitation erfolgte in Zürich 1982 über Krieg in Afrika. In Zürich war er Oberassistent von Rudolf von Albertini. Durch den schwierigen Arbeitsmarkt für Afrikahistoriker wechselte er in den Journalismus. Von 1985 bis 1991 war Wirz für Das Magazin des Tages-Anzeigers in der Schweiz tätig, die letzten drei Jahre als Chefredaktor. Er schied im Streit aus, da er ein neues Konzept des Blattes nicht mittragen wollte. Anschließend folgte ein Forschungsaufenthalt am Center for European Studies der Stanford University. Dort entstanden Teile des Manuskripts von Die Moral auf dem Teller. In Basel übernahm er einen Lehrauftrag. Wirz lehrte von 1993 bis 2003 als Professor auf den neu geschaffenen Lehrstuhl für die Geschichte Afrikas an der Humboldt-Universität zu Berlin. Die ersten Jahre widmete er dem Aufbau des Instituts. Von 1994 bis 1996 war er Geschäftsführender Direktor des Instituts für Asien- und Afrikawissenschaften. In seinen letzten Jahren empfand er die Hochschule weniger als ein Ort der Gelehrsamkeit, sondern zunehmend als „Kramladen“.
Wirz veröffentlichte vier Monographien und etwa vier Dutzend Aufsätze. In seiner wirtschaftsgeschichtlichen Dissertation berücksichtigte er die Perspektive der Kolonisierenden und Kolonisierten, und zwar bevor dies zwei Jahrzehnte später von der Geschichtswissenschaft eingefordert wurde. Das 1984 veröffentlichte Buch Sklaverei und kapitalistisches Weltsystem bot erstmals eine deutschsprachige Synthese zum Thema „Sklavenhandel und Sklaverei“. Seine letzte Monographie Die Moral auf dem Teller (1993) ist eine Kultur- und Sozialgeschichte des Essens und der Ernährung. Trotz mehrerer Vorarbeiten konnte er eine geplante Darstellung über die Geschichte des Regenwaldes nicht mehr vollenden. Er starb im Mai 2003 im Alter von 59 Jahren.

## Schriften
- Vom Sklavenhandel zum kolonialen Handel. Wirtschaftsräume und Wirtschaftsformen in Kamerun vor 1914. Zürich 1972, ISBN 3-7611-0396-4.
- Krieg in Afrika. Die nachkolonialen Konflikte in Nigeria, Sudan, Tschad und Kongo. Wiesbaden 1982, ISBN 3-515-03752-7.
- Sklaverei und kapitalistisches Weltsystem. Suhrkamp, Frankfurt am Main 1984, ISBN 3-518-11256-2.
- Die Moral auf dem Teller. Zürich 1993, ISBN 3-905311-10-0.